# Venga il regno
| Recensione           | Giudizio |
| -------------------- | -------- |
| Il Mucchio Selvaggio | 8/10     |

Venga il regno è il sesto album studio dei Virginiana Miller, gruppo musicale pop-rock italiano originario di Livorno e formatosi nel 1990. È stato pubblicato il 17 settembre 2013 dall'etichetta Ala Bianca con distribuzione Warner Music.

## Descrizione
Il disco, prodotto da Ale Bavo, è stato registrato al SAM Studio di Lari (provincia di Pisa) con la collaborazione al mixaggio di Ivan A. Rossi.
L'album è stato anticipato dalla pubblicazione, avvenuta il 21 giugno 2013, del singolo Una bella giornata, accompagnato da un videoclip girato da Tomas Uolli Marcuzzi. Altre anticipazioni del disco sono state fornite dalla pubblicazione di nove one short films, ossia piccoli trailer diffusi sui social network e sul sito ufficiale della band dal 3 al 13 settembre.
Il 3 ottobre 2013 viene diffuso il video di Anni di piombo.
La canzone Tutti i santi giorni, inserita in questo album, è presente come colonna sonora nel film Tutti i santi giorni di Paolo Virzì, ispirato al romanzo di Simone Lenzi, frontman dei Virginiana Miller, intitolato La generazione. La canzone si è aggiudicata nel giugno 2013 il David di Donatello come "miglior canzone originale".
Nell'ottobre 2014 l'album viene inserito nella rosa dei finalisti per la Targa Tenco in due categorie, come "album dell'anno" e con "Lettera di San Paolo agli operai" come canzone dell'anno.
Quest'ultima si aggiudicherà nel Dicembre 2014 il prestigioso premio.

## Video
- "Tutti i Santi giorni", scritta per il film omonimo di Paolo Virzì tratto dal romanzo "La Generazione" di Simone Lenzi e vincitrice del David di Donatello 2013 come "Miglior canzone originale".
- "Una bella giornata", regia di Tomas Uolli Marcuzzi
- "Anni di piombo", regia di Matteo Scotton
- "Lettera di San Paolo agli operai", regia di Paolo e Marco Bruciati
- "Una bella giornata - versione invernale" regia di Paolo e Marco Bruciati

## Premi e riconoscimenti
"Tutti i santi giorni", contenuta nella colonna sonora del film di Paolo Virzì "Tutti i santi giorni" ha ricevuto il David di Donatello 2013 come migliore canzone originale.
"Lettera di San Paolo agli operai" è stata premiata con la Targa Tenco 2014 come migliore canzone dell'anno, avendo la meglio su Giacomo Lariccia (“Sessanta sacchi di carbone”), Cristiano De André (“Il cielo è vuoto”), Franco Battiato & Antony Hegarty ("Del suo veloce volo"), Fabi-Gazzé-Silvestri (“L'amore non esiste")
In seguito alla pubblicazione del disco e alla seguente tournée, i Virginiana Miller hanno ricevuto il PIMI (Premio italiano musica indipendente) come "Band dell'anno 2014"

## Tracce
1. Due
2. Una bella giornata
3. Anni di piombo
4. Pupilla
5. Dal blu
6. Lettera di San Paolo agli operai
7. Tutti i santi giorni
8. Nel recinto dei cani
9. Effetti speciali
10. Chic
11. L'eternità di Roma

## Formazione
- Simone Lenzi: voce, chitarra acustica
- Antonio Bardi: chitarra
- Matteo Pastorelli: chitarra
- Daniele Catalucci: basso
- Valerio Griselli: batteria
- Giulio Pomponi: tastiere